# Волга (журнал)
«Во́лга» — советский, затем российский литературно-художественный журнал, выходящий в Саратове.

## «Волга» (1966—2000)
Журнал «Волга» издаётся с января 1966 года, один из органов печати Союза писателей РСФСР. Организатором журнала и первым главным редактором был Н. Шундик, автор беллетристики из жизни народов Крайнего Севера. Отдел поэзии в 1966-1967 гг. вёл Валентин Сорокин, отдел критики — Юрий Огородников. В редколлегии журнала сотрудничали Маргарита Агашина, Николай Благов, Григорий Боровиков, Павел Бугаенко, А. П. Давыдов, Борис Дедюхин, Александр Ерёмин, Владимир Жуков, Григорий Коновалов, Николай Палькин, Евграф Покусаев, Михаил Толкач, Г. Ширяева.
Журнал печатал не только саратовских писателей, особенно широко была представлена поэзия. В 1967 году на пленуме Союза писателей, который проходил в Саратове, Константин Федин назвал отдел поэзии «Волги» лучшим в стране. Уже в первый год выпуска в журнале опубликованы стихи Андрея Дементьева, Владимира Гордейчева, Бориса Сиротина, Фёдора Сухова, Ольги Фокиной, Людмилы Щипахиной, Давида Кугультинова, Мусы Гали и др. поэтов. В пятом номере по инициативе Валентина Сорокина был напечатан и отрывок из «Чевенгура» Андрея Платонова — «Происхождение мастера» (первоначально предполагалась публикация всего романа, но не разрешила цензура). Журнал также печатал переводную прозу, например, Роберта Шекли.
На первый номер «Волги» подписалось более 10 тысяч читателей. К концу первого года выпуска тираж составлял 40 тысяч читателей. Журнал выходил 12 раз в год.
С конца 1980-х и в 1990-е годы главным редактором был Сергей Боровиков, который «постепенно сумел увести журнал от опеки обкома» и привёл его к периоду расцвета. В это время в «Волге» публиковались произведения Бориса Зайцева, Николая Бердяева, Владимира Набокова, Александра Солженицына, Николая Шатрова, Ивана Шмелёва, Саши Соколова, специальным выпуском журнала вышел «Сын человеческий» Александра Меня.
В конце 90-х годов журнал начал испытывать финансовые трудности, оставшись без государственной поддержки. В 2000 году в последнем 413-м номере редакция объявила о прекращении выпуска журнала.

## Журнал «Волга», выходящий с 2008 года
После закрытия «Волги» с 2004 года в Саратове началось издание нового журнала «Волга — XXI век», учреждённого Саратовским отделением Союза писателей России и Министерством печати Саратовской области; уровень этого издания был крайне низким: как отмечала критик М. Антоничева, «ни один нормальный человек кроме как в шутку в журнале публиковаться не хотел». В 2006 году Министерство печати и информации объявило конкурс на издание журнала, этот конкурс выиграл саратовский журналист, предприниматель и издатель С. Гришин, передавший журнал «Волга — XXI век» с 2007 года в распоряжение прежней редакции «Волги» в составе С. Боровикова, А. Слаповского, А. Сафроновой, Р. Арбитмана, А. Голицына, А. Александрова. Короткое время (пять номеров в 2007 и 2008) этот журнал присутствовал на сайте «Журнальный зал». Однако весной 2008 года редакция журнала была уволена в результате конфликта с администрацией Саратовской области (в который вмешалась и местная организация Союза писателей России). Поводом для конфликта, по словам критика М. Бударагина, послужило использование нецензурных выражений в публикуемых произведениях, а действительной причиной — то, что «„Волга“ позволяла себе пренебрегать принципиальным для провинции правилом отдавать предпочтение не хорошему и интересному, а местному творчеству»; в результате журнал «Волга — XXI век» был передан другому руководству, представлявшему собой, по словам Бударагина, «довольно обычных провинциальных графоманов».
Уволенная редакция самостоятельно стала издавать журнал с прежним названием «Волга». С 2008 года в «Волге» печатались Евгений Алёхин, Владимир Гандельсман, Александр Карасёв, Александр Кузьменков, Борис Кутенков, Иван Гобзев, Владимир Лорченков, Игорь Савельев, Алексей Сальников, Николай Подосокорский и другие.
В 2010 году ряд публикаций журнала «Волга», а также «Невы» и «Урала», подвергался резкой критике в ежемесячных обзорах петербургского критика Валерии Жаровой (позже соавтор романа Дмитрия Быкова «Сигналы») на страницах журнала «Бельские просторы». По мнению Л. Шимко, подписавшегося в газете «Литературная Россия» «геосимволистом», эта критика носила безосновательно разгромный и необъективный характер.

## Главные редакторы
- 1966—1976 — Николай Шундик
- 1976—1983 — Николай Палькин
- 1984—2000 — Сергей Боровиков
- С 2008 — Анна Сафронова

## Редакция
Состав редакции: А. Александров, А. Голицын, О. Рогов, А. Сафронова, А. Слаповский.